# The Tenderfoot (film, 1909)
Pour les articles homonymes, voir The Tenderfoot.

The Tenderfoot est un film muet américain réalisé par Francis Boggs et sorti en 1909.

## Résumé
L'historie suit deux cow-boys vivant à Red Dog Gulch, à qui ils arrivent des aventures comiques.

## Fiche technique
- Réalisation : Francis Boggs
- Production : William Nicholas Selig
- Date de sortie :  États-Unis : 7 janvier 1909

## Distribution
- Hobart Bosworth
- Betty Harte
- Tom Santschi